# Melaleuca nervosa
Espèce
Melaleuca nervosa est une espèce de plantes à fleur de la famille des Myrtaceae. C'est un arbuste, ou un petit arbre, à feuilles étroites, qui fleurit jaune-vert ou rouge. Comme d'autres Melaleuca, cette espèce a de nombreuses utilisations pour les aborigènes.

## Taxonomie
Melaleuca nervosa est décrit pour la première fois en 1848 par le botaniste britannique John Lindley sous le basionyme de Callistemon nervosum. Le spécimen type a été collecté par l'explorateur Thomas Mitchel le 16 juillet 1846, dans les environs de Mantua Downs à proximité des rivières Nogoa (en) et Claude (de), au sud de Springsure, dans le nord du Queensland.
La description est publiée dans le Journal of an expedition to the interior of tropical Australia.
Il est décrit comme « un nouveau Callistemon pourpre magnifique, avec ses jeunes fleurs et feuilles enveloppées de laine ».
En 1944, le botaniste Edwin Cheel reclasse l'espèce dans le genre Melaleuca sous son taxon actuel, Melaleuca nervosa. Ce changement est publié dans le Journal and Proceedings of the Royal Society of New South Wales,.
Callistemon nervosus est considéré comme un synonyme de Melaleuca nervosa par les Jardins Botaniques Royaux de Kew.

### Étymologie
L'épithète spécifique, du latin nervosa, « sinueux », fait référence aux nervures foliaires distinctives de cette espèce

## Description
Melaleuca nervosa atteint une hauteur de 2 à 15 m, ses branches sont érigées. Son écorce est fibreuse, elle peut être grise, crème, brune ou blanche, et se détache naturellement du tronc comme pour tout les Melaleuca. La taille et la forme des feuilles varient selon les sous-espèces, mais elles sont généralement longues de 30 à 115 mm, larges de 5 à 40 mm, coriaces, couvertes de poils fins ou bouclés et soyeux lorsqu'elles sont jeunes, et présentent de trois à sept nervures longitudinales.

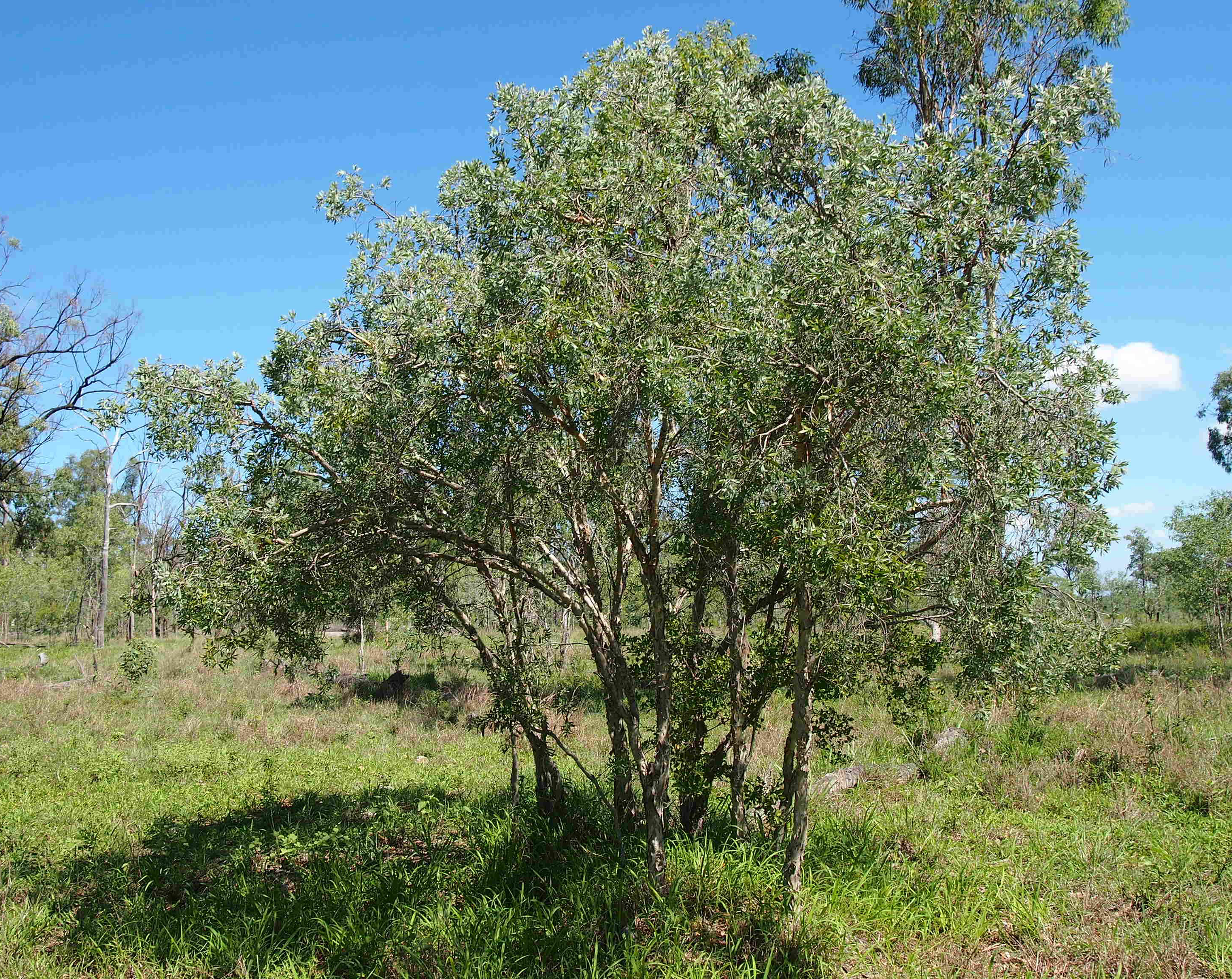
Melaleuca nervosa en milieu naturel.

Les fleurs sont disposées en six à vingt groupes de trois sur de longs épis d'environ 100 mm de long et 50 mm de diamètre. Les étamines sont disposées en cinq faisceaux autour de la fleur et, dans cette espèce, il y a trois à sept étamines par faisceau. Les fleurs sont blanches, vert crème, crème, jaune vert ou parfois rouges. Les fleurs apparaissent d'avril à septembre et sont suivies par les fruits qui sont des capsules ligneuses en forme de coupe d'environ 2-3 mm de long et de large,,.

## Répartition et habitat
Melaleuca nervosa est largement répandu dans le Queensland au nord de Bundaberg, dans le Territoire du Nord et dans le nord du Kimberley en Australie occidentale. Il est présente dans une large gamme d'habitats, y compris les alluvions, les sols sablonneux, le long des cours d'eau, dans les dépressions humides et les dunes de sable rouge,. Il se rencontre également en Papouasie-Nouvelle-Guinée.

## Culture
Melaleuca nervosa se multiplie facilement à partir de graines. La forme rouge, cultivée à Atherton, est l'espèce la plus utilisée en ornemental. Il tolère une large gamme de sols et de conditions climatiques.

## Utilisation traditionnelle
Les aborigènes utilisaient cette plante de plusieurs façons :
- l'écorce était utilisée pour fabriquer des coolamons permettant de transporter de la nourriture et d'autres objets ;
- l'incision du tronc permettait d'obtenir de l'eau ;
- les feuilles étaient utilisées comme décongestionnant et les huiles essentielles extraites des feuilles avaient des utilisations similaires à celle de l'huile d'arbre à thé[13].

## Liste des sous-espèces
Selon GBIF (19 septembre 2024) :
- Melaleuca nervosa subsp. crosslandiana (W.Fitzg.) Barlow ex Craven
- Melaleuca nervosa subsp. nervosa (|Lindl.) Cheel